# Косарівщина
Косарі́вщина —  село в Україні,  Сумській області, Роменському районі. Населення становить 118 осіб. Входить до складу Хмелівської сільської громади. До 2020 орган місцевого самоврядування — Дібрівська сільська рада.

## Назва
Імовірно, що до кола хозарських назв належать і ім'я с. Косарівщина на р. Козиревій.

## Географія
Село Косарівщина розташоване на правому березі безіменної річки, яка через 8 км впадає в річку Ромен. На відстані 4 км розташоване село Хрещатик.
За східною околицею села розташований ландшафтний заказник «Косарівщина».

## Історія
Село постраждало внаслідок геноциду українського народу, проведеного урядом СРСР 1923-1933 та 1946-1947 роках.
12 червня 2020 року, відповідно до розпорядження Кабінету Міністрів України № 723-р «Про визначення адміністративних центрів та затвердження територій територіальних громад Сумської області», село увійшло до складу Хмелівської сільської громади.
19 липня 2020 року, в результаті адміністративно-територіальної реформи та ліквідації Роменського району(1930-2020), громада увійшла до складу новоутвореного Роменського району.

## Політика

### Парламентські вибори, 2019
На позачергових парламентських виборах 2019 року у селі функціонувала окрема виборча дільниця № 590501, розташована у приміщенні фельдшерського пункту.
Результати
- зареєстровано 52 виборці, явка 51,92%, найбільше голосів віддано за Всеукраїнське об'єднання «Батьківщина» — 25,93%, за «Опозиційний блок» — 22,22%, за «Слугу народу» — 14,81%[4]. В одномандатному окрузі найбільше голосів отримав Віктор Ладуха (Всеукраїнське об'єднання «Батьківщина») — 26,92%, за Ігоря Шкурата (самовисування) — 23,08%, за Максима Гузенка (Слуга народу) і Анатолія Кобзаренка (самовисування) — по 15,38%[5].

## Пам'ятки
- Братська могила радянських воїнів[d];